# Мокра (Сілезьке воєводство)
Мокра (пол. Mokra, нім. Muckerau) — село в Польщі, у гміні Медзьно Клобуцького повіту Сілезького воєводства.
Населення — 775 осіб (2011).
У 1975-1998 роках село належало до Ченстоховського воєводства.

## Демографія
Демографічна структура станом на 31 березня 2011 року:
|          | Загалом | Допрацездатний вік | Працездатний вік | Постпрацездатний вік |
| -------- | ------- | ------------------ | ---------------- | -------------------- |
| Чоловіки | 378     | 71                 | 259              | 48                   |
| Жінки    | 397     | 69                 | 237              | 91                   |
| Разом    | 775     | 140                | 496              | 139                  |